# Розебом, Вим
Вим Розебом (нидерл. Wim Rozeboom) — нидерландский футболист, игравший на позиции крайнего полузащитника, выступал за амстердамский «Аякс».

## Спортивная карьера
В первой команде «Аякса» Вим дебютировал 25 февраля 1951 года в домашнем матче чемпионата против клуба НЕК, и сразу отметился дублем. Амстердамцы победили в той игре с крупным счётом 4:1; матч так же стал дебютным для молодого полузащитника Фоккена. Розебом принял участие ещё в двух играх чемпионата сезона 1950/51, против «Витесса» и ДВС.
В последний раз за «красно-белых» Розебом сыграл 4 ноября 1951 года в матче с «Витессом», выйдя на замену вместо травмированного Класа Баккера.